# Nick Fury
Nicholas Joseph "Nick" Fury (közismertebb nevén Nick Fury) kitalált szereplő a Marvel Comics képregényeiben. A karaktert Jack Kirby és Stan Lee alkották. Először a Sgt. Fury and His Howling Commandos első számában (1963. május) jelent meg. Modern változata a Fantasztikus Négyes 1963. decemberi számában szerepelt először. Fury eleinte CIA-ügynök volt, majd a Strange Tales 1965. augusztusi számával kezdve a S.H.I.E.L.D. vezetője.
Nick Fury számtalan rajzfilmben, tévésorozatban, filmben és videójátékban is megjelenik. Az 1998-as Nick Fury: Agents of S.H.I.E.L.D. című filmben David Hasselhoff alakította, míg a Marvel-moziuniverzumban Samuel L. Jackson játssza a karaktert.